# King’s Remembrancer

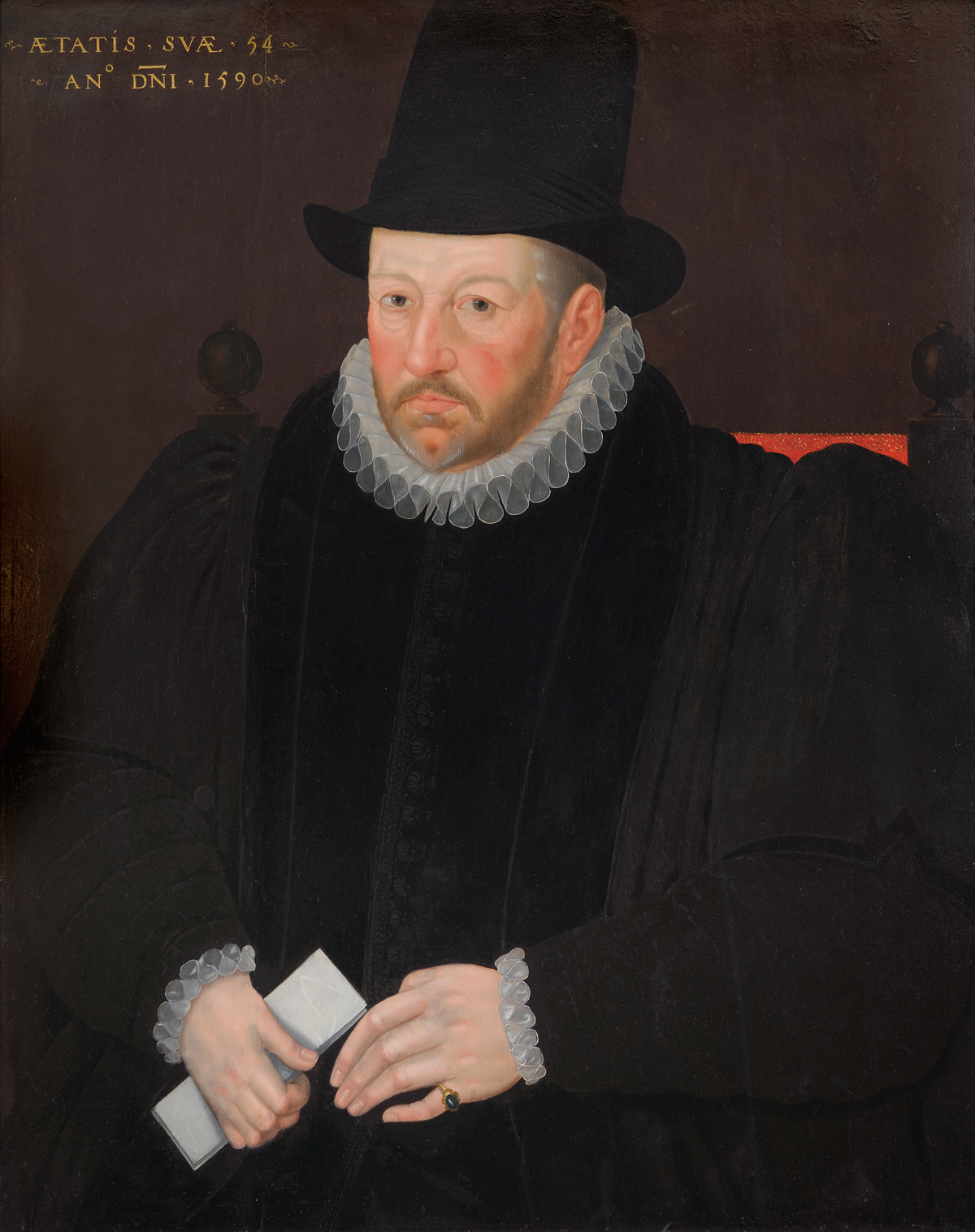
Thomas Fanshawe (1533–1601), Queen’s Remembrancer of the Exchequer, 1568–1601

Der King’s Remembrancer (oder Queen’s Remembrancer) ist ein tradiertes Amt der Rechtspflege im Rechtssystem von England und Wales. Das Amt wurde im 12. Jahrhundert geschaffen, um den Überblick über alle Schulden gegenüber der Krone zu behalten.
Seit der Lordkanzler keine richterliche Funktion mehr hat, ist der Remembrancer das älteste juristische Amt mit fortgesetzter Existenz.
Das Amt wurde 1154 von Heinrich II. als Leitung für den Court of Exchequer geschaffen.
Zu seinen Pflichten gehörte die Beschlusskontrolle beim Lord Treasurer und den Barons of Court und sie anzuhalten (to put in remembrance), die Schuldner der Krone zu dokumentieren, hauptsächlich das Fälligwerden und das Begleichen von Abgaben zu registrieren.
Der erste King’s Remembrancer war Richard of Ilchester, ein Diener der Krone und später Bischof von Winchester.
Der Amtssitz des King’s Remembrancer war der Court of Exchequer bis zu dessen Abschaffung 1882.
Das Amt des King’s Remembrancer wird heute vom Leiter der Queen’s Bench Division beim High Court of Justice wahrgenommen.

## Quit Rents Ceremonies
Der King’s Remembrancer nimmt jedes Jahr an drei alten Zeremonien zur Übergabe einer besonderen Pacht (Quit Rent) von der City of London an die Krone teil:
Die älteste dieser drei Pachten ist erstmals 1211 belegt, für das Grundstück The Moors (Das Moor) in der Nähe von Bridgnorth in Shropshire. Die Pacht beträgt ein stumpfes und ein scharfes Messer.
Von 1235 ist ein Eintrag in der Great Roll of the Exchequer nach dem für das Grundstück The Forge (Die Schmiede) in der Tweezer’s Alley, südlich von St Clement Danes in der Nähe des Strand in London eine Pacht zu zahlen ist. Hierfür müssen sechs Hufeisen und 61 Hufeisennägel bezahlt werden.
Die genannten Gegenstände werden seit über 550 Jahren als Pacht dem King’s Remembrancer übergeben, in seinem Büro verwahrt und dann mit Erlaubnis der Krone an die Corporation of London ausgeliehen, die diese im nächsten Jahr erneut übergibt. Der Comptroller und der Solicitor der City of London präsentieren die Hufeisen und die Nägel und zählen sie dem King’s Remembrancer vor. Dieser antwortet: „Good number.“ Die Messer werden vom King’s Remembrancer getestet, indem man einen Haselstock nimmt, einen Unterarm (cubit=18 inches) lang, und mit dem stumpfen Messer eine Markierung eindrückt. Diese Praxis leitet sich vom Kerbholz ab, bei dem mit dem stumpfen Messer jede Zahlung vermerkt wurde. Dann wird der Stock mit dem scharfen Messer in der Länge geteilt und jede Partei erhält eine Hälfte als „Beleg“. Nach dem erfolgreichen Test sagt der Remembrancer: „Good service“.
Es ist mittlerweile nicht mehr bekannt, wo genau die Grundstücke liegen, aber aus Tradition wird die Zeremonie weiter ausgeführt.
Eine dritte Pacht stammt aus dem Jahr 1327 und beträgt 11 £ für die Vorrechte der Krone am Town of Southwark. In diesem Jahr erwarb die City of London von König Eduard III. für diese jährliche Zahlung zu erwerben. Edward VI. behielt sie ausdrücklich in einer Urkunde von 1550 für die Stadt bei, die ihre Gerichtsbarkeit auf die umliegenden Teile von Southwark ausdehnte. Diese Pacht wird jährlich vom Vorsteher (Foreman) der City’s Court Leet Jury of the „Town and Borough of Southwark“ (auch Guildable Manor of Southwark genannt) übergeben. Die Fortführung dieser Zahlung wurde durch den Administration of Justice Act 1977 bestätigt. Die Zeremonie findet in der Bibliothek der Kathedrale, der Glaziers’ Hall oder der Londoner City Hall statt. Diese Summe wird in Form von Crown-Münzen, die weiterhin als gesetzliches Zahlungsmittel gelten, auf das Exchequer Cloth (ein Tuch mich Schachbrettmuster) übergeben. Zur Bestätigung, dass die Zahlung erfolgt ist verkündet der Remembrancer „Good service“ und dies wird vom Gerichtsschreiber des Stadtkammergerichts (City’s Chamberlain’s Court) und den Geschworenen des Guildable Manor bezeugt.

## Weitere Aufgaben
Der King’s Remembrancer norminert die High Sheriffs in jedem County von England und Wales, außer Cornwall, Greater Manchester, Lancashire and Merseyside, welche vom König in seiner Eigenschaft als Duke of Lancaster in der sogenannten Pricking ceremony ernannt werden.
Der Lord Mayor of London wird vom Remembrancer dem Lord Chief Justice, Master of the Rolls und anderen Richtern des Obersten Gerichtshofs vom Royal Courts of Justice am Lord Mayor’s Day ernannt.
Der King’s Remembrancer präsentiert dem neuernannten Sheriff Stadt mit einem Writ of Approbation des Monarchen. Das Schreiben ist mit dem Great Silver Seal of the Exchequer versehen und erfolgt zur selben Zeit wie die Quit Rents.

## Liste der Amtsinhaber
- Richard of Ilchester (ernannt 1154)
- John Troutbeck und Thomas Daniel of Frodsham (ernannt 1447)
- John FitzHerbert († 1502)
- John Jessop, 1513–1514
- William Forman, 1538–1540
- Sir Christopher More, 1542–1549[3]
- Sir Thomas Saunders, 1549–1566[4]
- Henry Fanshawe, 1566–1568[5]
- Thomas Fanshawe, 1568–1601
- Henry Fanshawe, 1601–1616
- Christopher Hatton, 1616–1619
- Sir Thomas Fanshawe, 1619–1641
- Richard Fanshawe, 1641–um 1642
- Humphrey Salwey, 1644–1652
- John Dodington, 1658–um 1659
- Thomas Fanshawe, 1. Viscount Fanshawe, 1660–1665
- Thomas Fanshawe, 2. Viscount Fanshawe, 1665–1674
- Vere Bertie, 1674–1675
- Henry Ayloffe, 1674–1708
- Henry Stevens, 1708–1709
- Simon Fanshawe, 5. Viscount Fanshawe, 1708–1716 (rückwirkend ernannt)
- Samuel Masham, 1. Baron Masham, 1716–1758
- Samuel Masham, 2. Baron Masham, 1758–1776
- Felton Hervey und sein Sohn Felton Lionel Hervey, 1776–1785
- Edward James Eliot, 1785–1797
- Thomas Steele, 1797–1823
- Henry William Vincent, 1823–1858
- William Henry Walton, 1858–1874
- Sir William Pollock, 2. Baronet, 1874–1886
- George Frederick Pollock, 1886–1901
- Robert Butler, 16. Baron Dunboyne, 1901–1905
- James Robert Mellor, 1905–1912
- Sir John Macdonell, 1912–1920
- Sir Thomas Chitty, 1. Baronet, 1920–1927
- George A. Bonner, 1927–1937
- Ernest Arthur Jelf, 1937–1943
- W. Valentine Ball, 1943–1947
- Sir Percy Reginald Simner, 1947–1950
- Sir Frederick Arnold-Baker, 1951–1957
- Sir Richard Frank Burnand, 1958–1960?
- Sir Anthony Highmore King, 1960–1962
- Claude Herbert Grundy, 1962–1965
- B.A. Harwood, 1965–1970
- Sir (William) Russell Lawrence, 1970–1975
- Sir Jack Jacob, 1975–1980
- John Ritchie, 1980–1982
- John Bullen Elton, 1982–1983[6]
- J. R. Bickford-Smith, 1983–1987
- Ian Warren, 1988–um 1990
- Keith Topley, 1990–1996
- Robert Lockley Turner, 1996–2007
- Steven Dixon Whitaker, 2007–2014[7][8][9]
- John Leslie, 2014–2014 (kommissarisch im Amt)
- Barbara Fontaine, 2014–2023
- Jeremy David Cook, seit 16. September 2023